# Абдалла, Халид
Ха́лид Абдалла́ (араб. خالد عبد الله‎, Khālid 'Abd Allāh; род. 26 октября 1980, Глазго, Шотландия) — египетско-британский актёр и активист. Приобрел международную известность после исполнения главной роли в фильме «Потерянный рейс» (2006), написанным и поставленным Полом Гринграссом, номинированном в 2006 году на премию «Оскар», а также получившем премию «BAFTA». Абдалла появляется в роли самого себя в документальном фильме Джехана Нуджаима о продолжающейся египетской революции «The Square», получившем приз зрительских симпатий на фестивале «Сандэнс» в 2013 году.
Абдалла входит в совет директоров Национального фестиваля студенческой драмы. В 2011 году Абдалла стал одним из основателей Mosireen Collective в Каире: группы революционных режиссеров и активистов, занимающихся поддержкой гражданских СМИ по всему Египту после падения Мубарака. Через три месяца после начала работы Mosireen стал самым просматриваемым некоммерческим каналом видеохостинга YouTube в Египте за все время, а в январе 2012 года — во всем мире.

## Ранняя жизнь
Абдалла родился в Глазго (Шотландия), в семье египтян и вырос в Лондоне. Отец и дед Абдаллы были известными активистами антиправительственного режима в Египте. Его родители были врачами и иммигрировали в Великобританию до его рождения.
Абдалла получил образование в King’s College School, частной школе для мальчиков в Уимблдоне на юго-западе Лондона. Среди его одноклассников были актер Бен Барнс и комик Том Басден. Он заинтересовался актерским мастерством после того, как стал участвовать в процветающей драматической сцене своей школы. В 1998 году он срежиссировал спектакль «Someone Who’ll Watch Over Me» Фрэнка МакГиннесса, который с успехом прошёл на Эдинбургском фестивале и получила пять звёзд в газете The Scotsman, став самым молодым режиссером, удостоившимся этой награды.
Проведя свободный год в путешествии по Ближнему Востоку, Абдалла поступил в Куинз-колледж (Кембридж), где изучал английский язык. Он активно участвовал в студенческой драматической сцене вместе со своими сверстниками Ребеккой Холл и Дэном Стивенсом. Вместе с Крессидой Трю, своей будущей женой, он стал лауреатом премии судей за актёрское мастерство на Национальном фестивале студенческой драмы за исполнение роли в спектакле Энды Уолш «Bedbound».

## Карьера
В 2003 году Абдалла сыграл главную роль в пьесе Кристофера Марло «Тамерлан» в Театре Роуз. Это была первая постановка театральной труппы Canon’s Mouth Theater Company Питера Холла, состоящей из «молодых актеров, намеренных найти новый голос для великих метафорических драм эпохи Возрождения».
Первая экранная роль Абдаллы состоялась в 2005 году в эпизоде «Infiltration of a New Threat» сериала «Призраки» (2005).
В 2006 году Абдалла дебютировал в Голливуде в фильме «Потерянный рейс». Фильм основан на террористических актах, произошедших 11 сентября 2001 года в США. Абдалла исполнил роль Зияд-Самира Джарраха — пилота и лидера четырех угонщиков, находившихся на борту захваченного самолета, и получил за неё признание критиков, после чего фильм был номинирован на премию «Оскар», однако победы не получил. В 2007 году, вышел фильм «Бегущий за ветром» (2007), где Абдалла исполнил главную роль. Готовясь к этой роли, он провел время в Кабуле (Афганистан), изучая персидский дари и запуская воздушных змеев.
В 2008 году Абдалла исполнил роль Гая Прингла в адаптации радиостанции BBC Radio 4 «Fortunes of War». Он также снялся в роли Фредди в фильме «Не брать живым» (2010) с Мэттом Дэймоном и режиссером Полом Гринграссом.
В 2009—2010 годах Абдалла продюсировал и снялся в независимом египетском фильме «In the Last Days of the City» режиссера Тамера Эль Саида.
В ноябре 2010 года Абдалла был удостоен особого признания за достижения в области кино на Каирском международном кинофестивале.
В 2011 году он выступал рассказчиком в документальном фильме «East to West», также известном как «The River Flows Westward».
В 2016 году он исполнил роль султана Мухаммеда XII в фильме «Кредо убийцы».
В сентябре 2021 года было объявлено, что Абдалла изобразит партнера принцессы Дианы, Доди Файеда, в пятом сезоне сериала «Корона».
Абдалла исполняет роль аватара бога Осириса в текущем сериале «Лунный рыцарь» (2022), транслируемым на стриминговом сервисе Disney+, действие которого происходит в медиафраншизе «Кинематографическая вселенная Marvel».

## Личная жизнь
В январе-феврале 2011 года Абдалла был среди протестующих на площади Тахрир в Каире (Египет), во время крупных протестный акций против режима Хосни Мубарака. Он также выступил в программе Вольфа Блитцера на телеканале CNN 9 февраля 2011 и Андерсоне Купере, чтобы отразить свои взгляды на протест. Он продолжает активную деятельность в Египте.
В 2011 году Абдалла стал одним из основателей коллектива Мосирин в Каире: группы революционных кинематографистов и активистов, занимающихся поддержкой гражданских СМИ по всему Египту после падения Мубарака. Мосирин снимает события происходящей революции, публикует видео, опровергающие нарративы государственных СМИ, проводит тренинги, предоставляет оборудование, организует показы и хранит обширную библиотеку отснятого материала. В возрасте трех месяцев Мосирин стал самым просматриваемым некоммерческим каналом на видеохостинге YouTube в Египте за все время, а в январе 2012 года — и во всем мире.
В сентябре 2011 года Абдалла женился на своей давней девушке Крессиде Трю. 

## Фильмография
| Год         | Название                                        | Роль               | Комментарии                          |      |                     |
| ----------- | ----------------------------------------------- | ------------------ | ------------------------------------ | ---- | ------------------- |
| Год         | Название                                        | 2005               | Призраки                             | Язди | Эпизод: «Road Trip» |
| 2006        | Потерянный рейс                                 | Зияд-Самир Джаррах |                                      |      |                     |
| 2006        | Cannes 2006: Crónica de Carlos Boyero           | Самого себя        | Телевизионная короткометражный фильм |      |                     |
| 2007        | Hush Your Mouth                                 | Джей Джей Фарук    |                                      |      |                     |
| 2007        | Бегущий за ветром                               | Амир Кадири        |                                      |      |                     |
| 2007        | Secret’s Out                                    | Самого себя        | Эпизод: «The Kite Runner»            |      |                     |
| 2008        | Cinema 3                                        | Самого себя        | 1 эпизод                             |      |                     |
| 2010        | Не брать живым                                  | Фредди             |                                      |      |                     |
| 2010        | Maydoum                                         | Шариф              | Короткометражный фильм               |      |                     |
| 2011        | East To West                                    | Рассказчик         | Голос, 7 эпизодов                    |      |                     |
| 2012        | Predella                                        | Магид              | Короткометражный фильм               |      |                     |
| 2012        | Al Alamayn                                      | Махмуд             | Короткометражный фильм               |      |                     |
| 2012        | Une arme de choix                               | Самого себя        | Документальный фильм                 |      |                     |
| 2013        | The Square                                      | Самого себя        | Документальный фильм                 |      |                     |
| 2014        | Tigers                                          | Надим              |                                      |      |                     |
| 2014        | Narrow Frame of Midnight'                       | Закария            |                                      |      |                     |
| 2015        | 1001 Inventions and the World of Ibn Al-Haytham | Ибн аль-Хайтам     | Голос                                |      |                     |
| 2016        | In the Last Days of the City                    | Халид Эль-Саид     |                                      |      |                     |
| 2016        | Такой же предатель, как и мы                    | Люк                |                                      |      |                     |
| 2016        | Кредо убийцы                                    | Мухаммед XII       |                                      |      |                     |
| 2017        | Birds Like Us                                   | Летучая мышь       | Голос                                |      |                     |
| 2019 — 2020 | Ханна                                           | Джером Сойер       | 6 эпизодов                           |      |                     |
| 2020        | Undergods                                       | Октавиус           |                                      |      |                     |
| 2022        | Лунный рыцарь                                   | Селим / Осирис     | Эпизод: «Дружелюбный тип»            |      |                     |
| 2022 — 2023 | Корона                                          | Доди Файед         | 7 эпизодов                           |      |                     |